# Flatterland
Flatterland: like flatland, only more so (deutscher Titel: Flacherland) ist eine 2001 von Ian Stewart geschriebene, inoffizielle Fortsetzung des Werkes Flatland von Edwin Abbott Abbott. Es behandelt, verpackt in eine Geschichte um Vikki, eine junge Linien-Frau aus Flatland, einige Teilgebiete der Mathematik und Physik, insbesondere die verschiedenen Geometrien und Definitionen des Begriffs Dimension.

## Inhalt
Wie Flatland spielt auch Flatterland anfangs im zweidimensionalen Flatland. Hauptcharakter ist Vikki, eine junge Dreiecks-Frau, die mit ihrer Familie, Vater, Mutter und jüngerem Bruder, in einem Haus lebt. Das noch in Flatland so strikte Kastensystem, aufbauend auf der Symmetrie eines Vielecks und der Anzahl der Seiten, ist in Flatterland deutlich entschärft, zumal es übertragen in einer modernen Zeit spielt. Vikki ist die Ur-Ur-Enkelin des Hauptcharakters Albert Square aus Flatland (so nennt ihn Stewart) und findet eines Tages dessen Tagebuch im Dachboden, woraufhin sie beschließt, mit einem dreidimensionalen Wesen Kontakt aufzunehmen. Dieses schafft sie auch und lernt so Space-Hopper kennen, ein Wesen, dessen Form an einen Hüpfball erinnert und der andere mit sich auf eine Reise zwischen den unterschiedlichsten Universen mitnehmen kann. Vikki begleitet ihn und lernt so viele Teilgebiete der Mathematik und Physik am lebenden Objekt kennen.

## Rezensionen
Flatterland wurde von mehreren amerikanischen Mathematikerverbänden positiv rezensiert. 
In seiner Rezension bemängelt James Howard bei Flatterland, dass ihm die Gesellschaftskritik und Satire von Flatland fehle und es sich stattdessen auf die mathematisch-physikalische Komponente konzentriere. Dennoch sei es kein Fehler, das Buch zu lesen, insbesondere in Ergänzung eines Mathematikstudiums.
Flatterland war Empfehlung des Monats der Zentral- und Landesbibliothek Berlin im August 2005.